# Honda Zeppelin
Honda Zeppelin – luksusowe coupe przyszłości zaprojektowane przez Studenta Hongkońskiego Uniwersytetu Designu Samochodowego - Myung Jin Jung, jako praca dyplomowa. Auto zainspirowane było sterowcami. Największa cechą auta jest asymetryczna linia do stylizacji. Linia biegnie od okapu wzdłuż linii dachu, do bagażnika. We wnętrzu umieszczono uniwersalne obrotowe fotele o kąt 180 stopni.